# Elezioni locali in Corea del Nord del 1991
Le elezioni delle assemblee popolari cittadine, delle contee e dei distretti del 1991 in Corea del Nord si tennero il 24 novembre. 
Furono eletti 26 074 deputati delle assemblee popolari delle città, delle contee e dei distretti.
L'affluenza fu del 99,89% e i candidati ricevettero un tasso di approvazione del 100%. 